# ان‌جی‌سی ۴۱۵۱
ان‌جی‌سی ۴۱۵۱ (انگلیسی: NGC 4151) نام یک کهکشان در صورت فلکی تازی‌ها است.